# Carlos Ruiz Peralta
Carlos Gabriel Ruíz Peralta (Eusebio Ayala (Paraguay), Paraguay, 17 de enero de 1984) y es un jugador paraguayo, que juega de mediocampista y su actual equipo es el Club Rubio Ñu de la Segunda División de Paraguay.

## Clubes
| Club              | País     | Año         |
| ----------------- | -------- | ----------- |
| Tacuary           | Paraguay | 2004 - 2006 |
| Libertad          | Paraguay | 2006 - 2007 |
| Tacuary           | Paraguay | 2007 - 2008 |
| Nacional          | Paraguay | 2009 - 2014 |
| Deportivo Capiatá | Paraguay | 2014 - 2015 |
| San Lorenzo       | Paraguay | 2015        |
| Deportivo Capiatá | Paraguay | 2016 - 2017 |
| Club Rubio Ñu     | Paraguay | 2018        |

## Palmarés

### Torneos Nacionales
| Título           | Club     | País     | Año  |
| ---------------- | -------- | -------- | ---- |
| Primera División | Libertad | Paraguay | 2006 |
| Primera División | Libertad | Paraguay | 2007 |
| Torneo Clausura  | Nacional | Paraguay | 2009 |
| Torneo Apertura  | Nacional | Paraguay | 2011 |
| Torneo Apertura  | Nacional | Paraguay | 2013 |

### Torneos internacionales
| Subcampeonato                | Club     | País     | Año  |
| ---------------------------- | -------- | -------- | ---- |
| Copa Libertadores de América | Nacional | Paraguay | 2014 |